# Live at the BBC (Wishbone Ash)
Live at the BBC is een muziekalbum van Wishbone Ash. Het bevat opnamen die de band maakte voor de BBC voor radio-uitzending. Anders dan Wishbone Ash BBC1 Live in concert zijn dit losse nummers die in de BBC-studio's live werden ingespeeld, het is geen concertregistratie.

## Musici
- Andy Powell – gitaar, zang
- Ted Turner – gitaar, zang 1-7
- Laurie Wisefield – gitaar, zang 8-9
- Martin Turner – basgitaar, zang
- Steve Upton – slagwerk

## Muziek
| Nr. | Titel                                                                  | Duur |
| --- | ---------------------------------------------------------------------- | ---- |
| 1.  | Blind eye (opname 21 april 1971)                                       |      |
| 2.  | Lullaby (21 april 1971)                                                |      |
| 3.  | The pilgrim (5 juli 1971)                                              |      |
| 4.  | Jailbait (18 oktober 1971)                                             |      |
| 5.  | Blowin' free (31 mei 1972)                                             |      |
| 6.  | Throw down the sword (10 mei 1972)                                     |      |
| 7.  | Vas dis (2 oktober 1971)                                               |      |
| 8.  | Goodbye baby hello friend (11 oktober 1977 voor Old Grey Whistle Test) |      |
| 9.  | Baby come in from the rain (11 oktober 1977 idem)                      |      |